# Caudrot
Caudrot est une commune du Sud-Ouest de la France, située dans le département de la Gironde, en région Nouvelle-Aquitaine.

## Géographie

### Localisation
Située à la confluence de la Garonne et du Drot (ou Dropt), la commune de Caudrot se trouve à 52 km au sud-est de Bordeaux, chef-lieu du département, à 9,5 km à l'est de Langon, chef-lieu d'arrondissement et à 7 km à l'est de Saint-Macaire, ancien chef-lieu de canton.

### Communes limitrophes
Les communes limitrophes en sont Sainte-Foy-la-Longue au nord, Casseuil à l'est et Saint-Martin-de-Sescas à l'ouest. Sur la rive gauche (sud) de la Garonne, se trouvent les communes de Barie au sud-est et de Castets et Castillon au sud (anciennement Castets-en-Dorthe).
|                        | Sainte-Foy-la-Longue                           |          |
| Saint-Martin-de-Sescas | Caudrot                                        | Casseuil |
|                        | Rive gauche de la Garonne Castets et Castillon | Barie    |

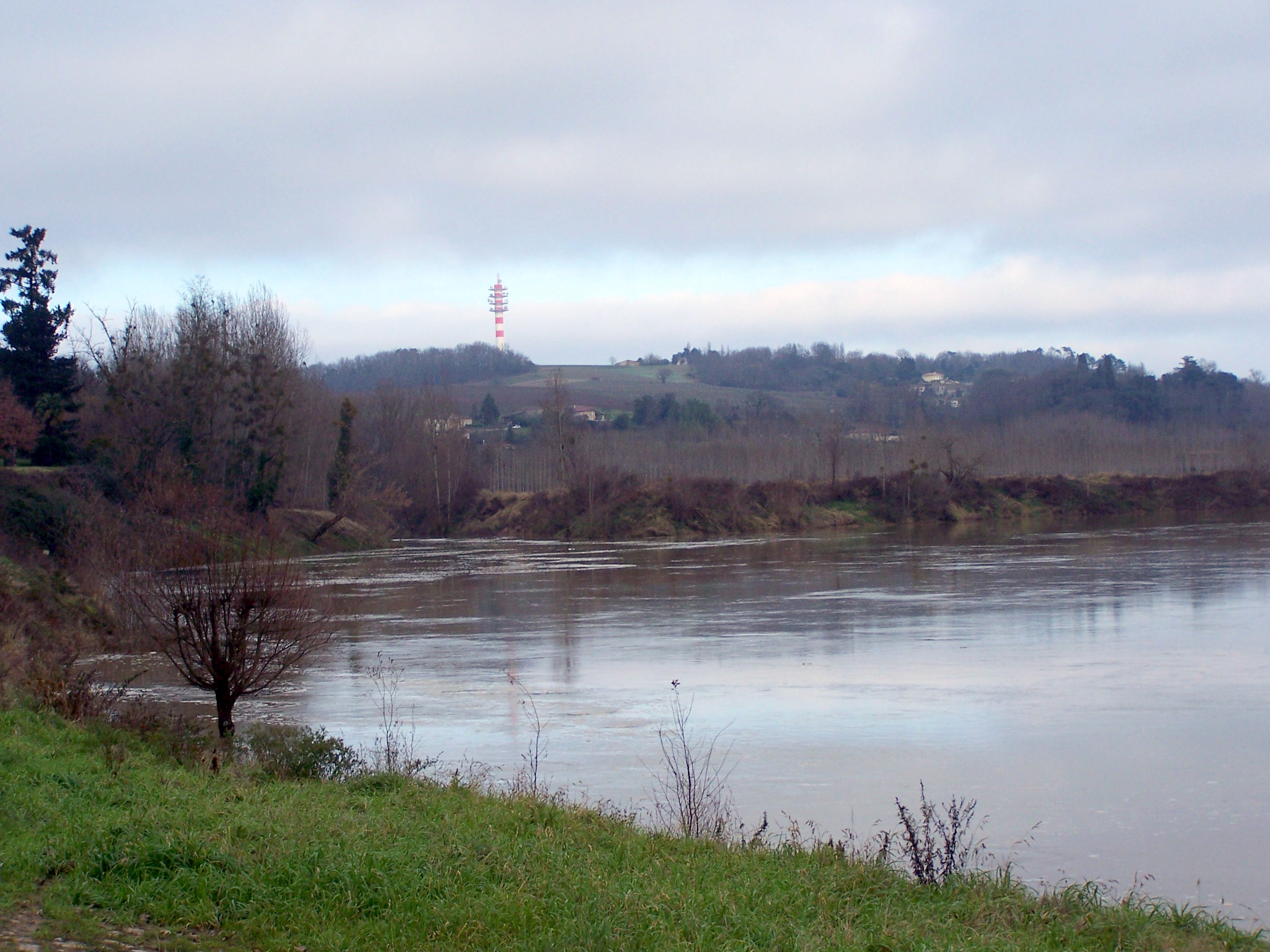
Le confluent de la Garonne et du Drot (janv. 2010).

### Climat
Pour des articles plus généraux, voir Climat de la Nouvelle-Aquitaine et Climat de la Gironde.
Historiquement, la commune est exposée à un climat océanique aquitain.  
En 2020, Météo-France publie une typologie des climats de la France métropolitaine dans laquelle la commune est exposée à un climat océanique et est dans la région climatique  Aquitaine, Gascogne, caractérisée par une pluviométrie abondante au printemps, modérée en automne, un faible ensoleillement au printemps, un été chaud (19,5 °C), des vents faibles, des brouillards fréquents en automne et en hiver et des orages fréquents en été (15 à 20 jours).
Pour la période 1971-2000, la température annuelle moyenne est de 12,7 °C, avec une amplitude thermique annuelle de 15,4 °C. Le cumul annuel moyen de précipitations est de 812 mm, avec 11 jours de précipitations en janvier et 6,4 jours en juillet. Pour la période 1991-2020, la température moyenne annuelle observée sur la station météorologique la plus proche, située sur la commune de Saint-Sulpice-de-Pommiers à 11 km à vol d'oiseau, est de 13,8 °C et le cumul annuel moyen de précipitations est de 764,8 mm,. Pour l'avenir, les paramètres climatiques de la commune estimés pour 2050 selon différents scénarios d’émission de gaz à effet de serre sont consultables sur un site dédié publié par Météo-France en novembre 2022.

## Urbanisme

### Typologie
Au 1er janvier 2024, Caudrot est catégorisée bourg rural, selon la nouvelle grille communale de densité à sept niveaux définie par l'Insee en 2022.
Elle appartient à l'unité urbaine de Saint-Macaire, une agglomération intra-départementale regroupant huit  communes, dont elle est ville-centre,,. La commune est en outre hors attraction des villes,.

### Occupation des sols

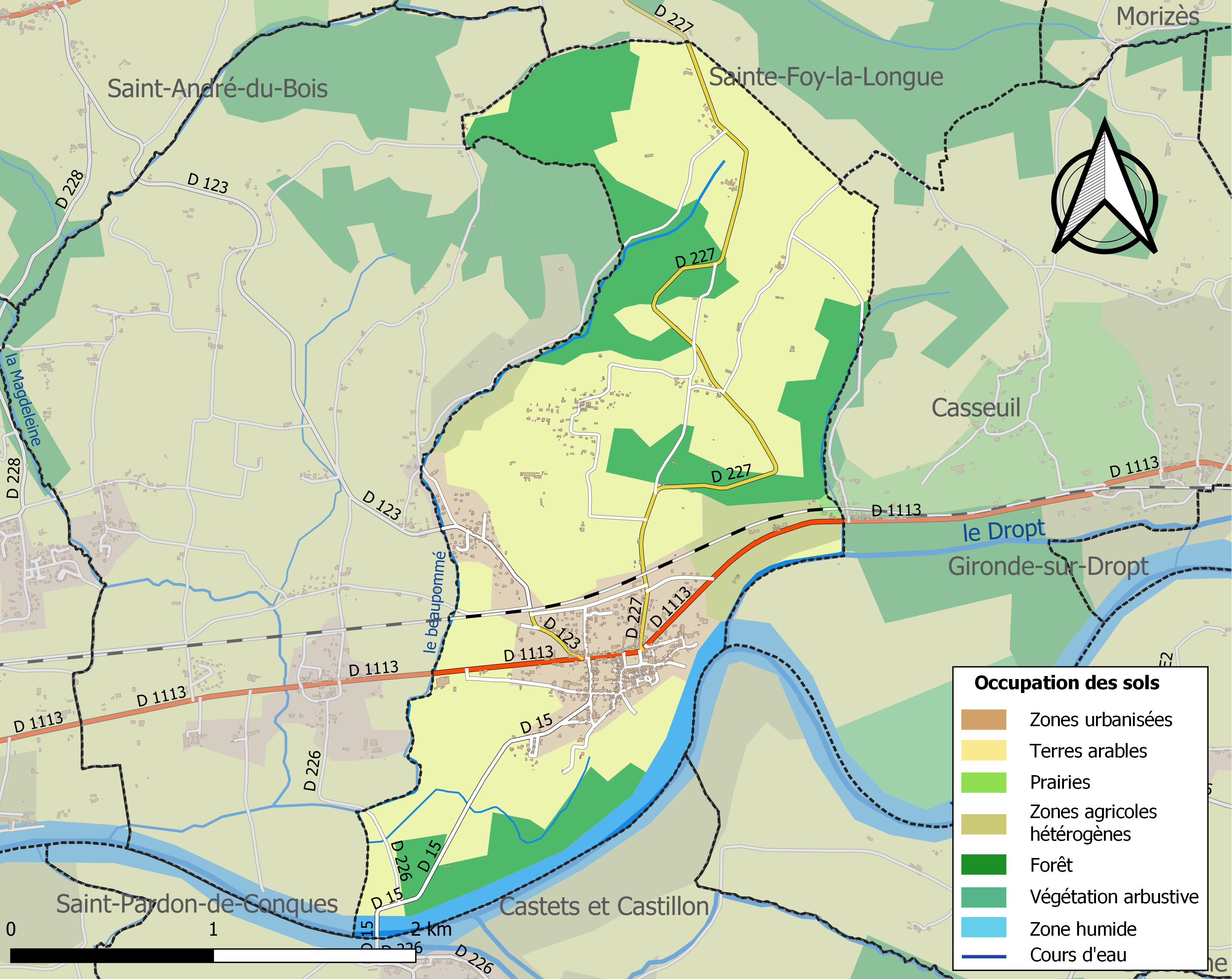
Carte des infrastructures et de l'occupation des sols de la commune en 2018 (CLC).

L'occupation des sols de la commune, telle qu'elle ressort de la base de données européenne d’occupation biophysique des sols Corine Land Cover (CLC), est marquée par l'importance des territoires agricoles (62,1 % en 2018), en diminution par rapport à 1990 (71,5 %). La répartition détaillée en 2018 est la suivante : 
cultures permanentes (40,4 %), forêts (21,4 %), terres arables (16,5 %), zones urbanisées (12 %), zones agricoles hétérogènes (5 %), eaux continentales (4,5 %), prairies (0,2 %). L'évolution de l’occupation des sols de la commune et de ses infrastructures peut être observée sur les différentes représentations cartographiques du territoire : la carte de Cassini (XVIIIe siècle), la carte d'état-major (1820-1866) et les cartes ou photos aériennes de l'IGN pour la période actuelle (1950 à aujourd'hui).

### Voies de communication et transports

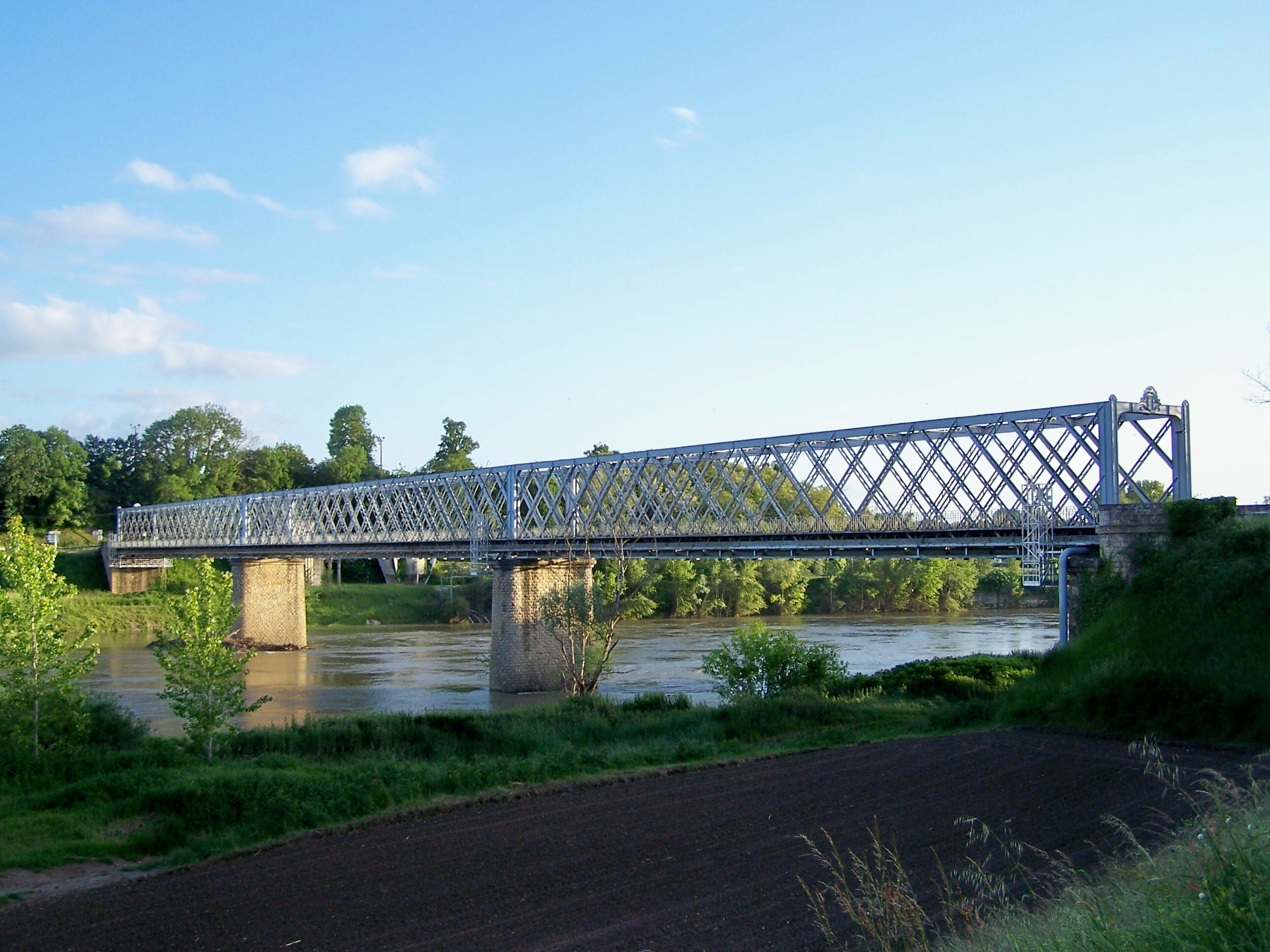
Le pont Eiffel dit de Castets, sur la Garonne - Au premier plan, Caudrot (mai 2009).

La principale voie de communication qui traverse la commune est la route départementale 1113, ancienne route nationale 113 (Bordeaux-Marseille), qui mène à Saint-Martin-de-Sescas et Langon vers l'ouest et à Casseuil et La Réole vers l'est.

Voie de communication fort empruntée pour le franchissement de la Garonne, la route départementale 15 qui commence dans le village conduit vers le sud en direction d'Auros en empruntant le pont dit de Castets.
L'autoroute la plus proche est l'autoroute A62 (Bordeaux-Toulouse) dont l'accès no 4, dit de La Réole, est distant de 10 km par la route vers le sud-est. L'accès no 3, dit de Langon, se trouve à 11 km vers l'ouest-sud-ouest.

L'accès no 1, dit de Bazas, à l'autoroute A65 (Langon-Pau) se situe à 21 km vers le sud-sud-ouest.
Le territoire communal est traversé par la ligne SNCF Bordeaux-Sète du TER Nouvelle-Aquitaine et bénéficie d'une gare (halte avec abri mais sans bâtiment).

### Risques majeurs
Le territoire de la commune de Caudrot est vulnérable à différents aléas naturels : météorologiques (tempête, orage, neige, grand froid, canicule ou sécheresse), inondations et séisme (sismicité très faible). Un site publié par le BRGM permet d'évaluer simplement et rapidement les risques d'un bien localisé soit par son adresse soit par le numéro de sa parcelle.
Certaines parties du territoire communal sont susceptibles d’être affectées par le risque d’inondation par débordement de cours d'eau, notamment la Garonne, le canal Latéral à la Garonne et le Dropt. La commune a été reconnue en état de catastrophe naturelle au titre des dommages causés par les inondations et coulées de boue survenues en 1982, 1983, 1999, 2000, 2009, 2013, 2018 et 2021,.

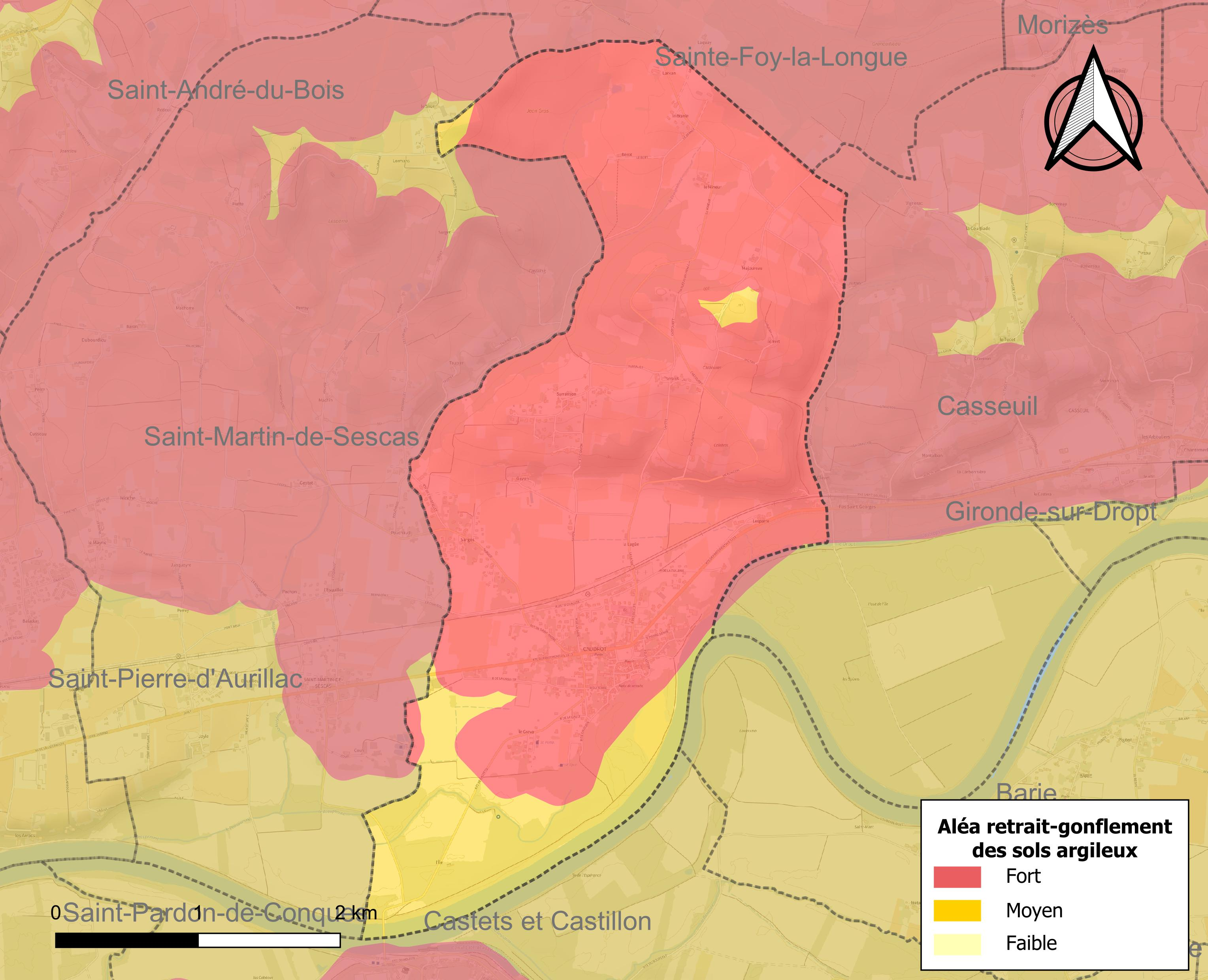
Carte des zones d'aléa retrait-gonflement des sols argileux de Caudrot.

Le retrait-gonflement des sols argileux est susceptible d'engendrer des dommages importants aux bâtiments en cas d’alternance de périodes de sécheresse et de pluie. La totalité de la commune est en aléa moyen ou fort (67,4 % au niveau départemental et 48,5 % au niveau national). Sur les 515 bâtiments dénombrés sur la commune en 2019, 515 sont en aléa moyen ou fort, soit 100 %, à comparer aux 84 % au niveau départemental et 54 % au niveau national. Une cartographie de l'exposition du territoire national au retrait gonflement des sols argileux est disponible sur le site du BRGM,.
Par ailleurs, afin de mieux appréhender le risque d’affaissement de terrain, l'inventaire national des cavités souterraines permet de localiser celles situées sur la commune.
Concernant les mouvements de terrains, la commune a été reconnue en état de catastrophe naturelle au titre des dommages causés par la sécheresse en 2003 et par des mouvements de terrain en 1999.

## Toponymie
Caudrot doit son nom à l'un des affluents de la Garonne, le Drot (Dròt en gascon), qui s'y jette. À l'époque des Carolingiens, le lieu porte en effet le nom latin de Codo Droti, puis on trouve le roman Cauderot (1017)…
Ce toponyme peut s'analyser comme composé du mot latin cauda qui signifie 'queue' et de Dròt le nom de la rivière, ce qui donne 'confluence du Drot'.
Mais les formes latines ultérieures diffèrent : Calsdrotium (1079-1095), Causdrocum (1273), Causdrotum (1274), Calciodroto (XIVe siècle)… Ces réfections savantes optent pour un premier terme basé sur le latin calx 'talon' d'où le gascon cauç 'souche'. Cette interprétation aurait donné un système cohérent Cap Dròt pour la source (tête) - Cauç Dròt pour la confluence (pied). Mais les formes les plus anciennes ne cautionnent pas cette approche.
Son nom gascon est Caudròt [kawˈdrɔt].
Ses habitants sont appelés les Caudrotais.

## Histoire
À la Révolution, la paroisse Saint-Christophe de Caudrot forme la commune de Caudrot.

## Politique et administration

### Liste des maires
| Période                                  | Période   | Identité               | Étiquette | Qualité                                                                         |
| ---------------------------------------- | --------- | ---------------------- | --------- | ------------------------------------------------------------------------------- |
| mars 1983                                | mars 2014 | Roland Laporte         | UMP       | Président des eaux de Caudrot                                                   |
| mars 2014                                | mai 2020  | Jean-Pierre Jausserand | DVG       | Retraité de l'enseignement Président de la CC des Coteaux Macariens (2014-2016) |
| mai 2020                                 | En cours  | Jérémie Gaillard       |           |                                                                                 |
| Les données manquantes sont à compléter. |           |                        |           |                                                                                 |

### Jumelages
Porano (Italie) depuis 1976

## Démographie
L'évolution du nombre d'habitants est connue à travers les recensements de la population effectués dans la commune depuis 1793. Pour les communes de moins de 10 000 habitants, une enquête de recensement portant sur toute la population est réalisée tous les cinq ans, les populations de référence des années intermédiaires étant quant à elles estimées par interpolation ou extrapolation. Pour la commune, le premier recensement exhaustif entrant dans le cadre du nouveau dispositif a été réalisé en 2004.

En 2022, la commune comptait 1 096 habitants, en évolution de −9,5 % par rapport à 2016 (Gironde : +6,91 %, France hors Mayotte : +2,11 %).
| 1793  | 1800  | 1806  | 1821  | 1831  | 1836  | 1841  | 1846  | 1851  |
| ----- | ----- | ----- | ----- | ----- | ----- | ----- | ----- | ----- |
| 1 392 | 1 329 | 1 223 | 1 269 | 1 307 | 1 367 | 1 350 | 1 352 | 1 286 |

| 1856  | 1861  | 1866  | 1872  | 1876  | 1881  | 1886  | 1891  | 1896  |
| ----- | ----- | ----- | ----- | ----- | ----- | ----- | ----- | ----- |
| 1 316 | 1 293 | 1 236 | 1 284 | 1 266 | 1 326 | 1 245 | 1 230 | 1 144 |

| 1901  | 1906  | 1911  | 1921 | 1926 | 1931 | 1936 | 1946 | 1954 |
| ----- | ----- | ----- | ---- | ---- | ---- | ---- | ---- | ---- |
| 1 107 | 1 074 | 1 007 | 950  | 953  | 902  | 825  | 779  | 789  |

| 1962 | 1968 | 1975 | 1982 | 1990 | 1999 | 2004 | 2006 | 2009  |
| ---- | ---- | ---- | ---- | ---- | ---- | ---- | ---- | ----- |
| 783  | 814  | 809  | 844  | 945  | 933  | 942  | 975  | 1 113 |

| 2014  | 2019  | 2022  | - | - | - | - | - | - |
| ----- | ----- | ----- | - | - | - | - | - | - |
| 1 182 | 1 117 | 1 096 | - | - | - | - | - | - |

## Économie

### Commerces
Le village dispose d'une boulangerie-pâtisserie, d'une superette, d'un tabac-presse, de trois restaurants, d'un café et de trois salons de coiffure.

### Artisans
Plusieurs artisans exercent dans le village, spécialisés en réparation de matériel agricole, électricité, fermetures, mécanique automobile, maçonnerie, multi-services, conditionnement et filtration du vin et un taxi.

### Agriculture
Le territoire communal est exploité essentiellement par quatre entreprises de viticulture produisant premières-côtes-de-bordeaux et entre-deux-mers.

### Autres activités
La commune dispose de cinq assistantes maternelles agréées, de chambres d'hôtes et d'une maison d'accueil pour personnes âgées.

## Culture locale et patrimoine

### Lieux et monuments
- L'église Saint-Christophe, assez ancienne puisque contenant des éléments architecturaux datant du XIe siècle, n'est pas classée. Cependant, des restaurations du XIXe siècle l'ont considérablement modifiée et ont sans doute fait disparaître des composants tenant à l'art roman[31].

 Le 17 septembre 1847, la foudre endommagea une bonne part de l'édifice. À l'occasion de la restauration qui s'ensuivit, la nef et le sanctuaire furent repeints et le chœur fut décoré de peintures en trompe-l'œil par des peintres bordelais, MM. Vincent et Bonnet ; elles sont aujourd'hui la principale attraction de l'église et sont classées au titre objet aux monuments historiques depuis 1983.
- Pont de Castets-en-Dorthe
- Caudrot bénéficie d'un bord de Garonne adapté aux balades et randonnées. C'est le cas de l'emplacement de l'ancien port fluvial, pavé à l'ancienne.
- Présence de quelques architectures de type moderniste des années 1950.

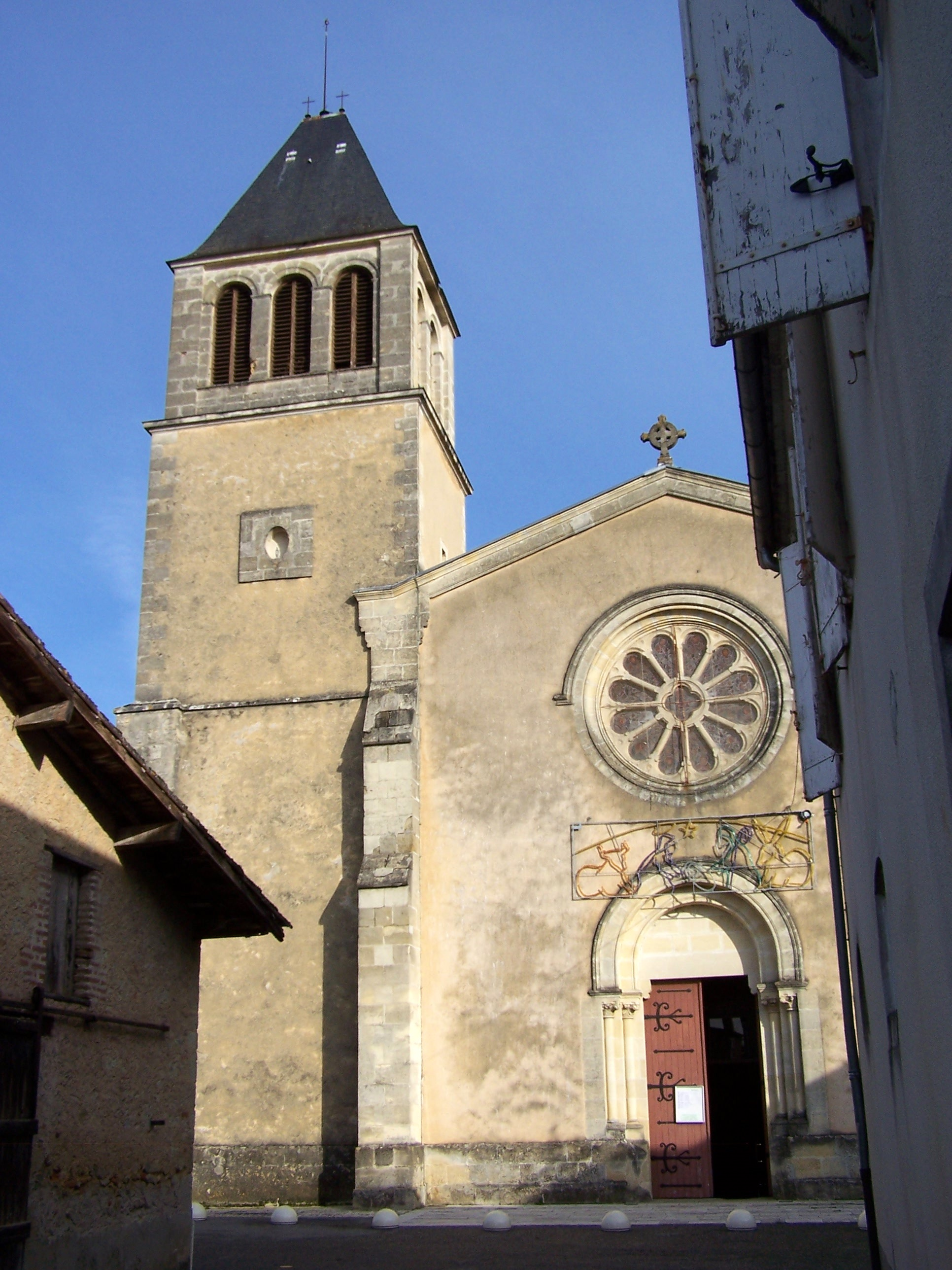
L'église Saint-Christophe (janv. 2010)
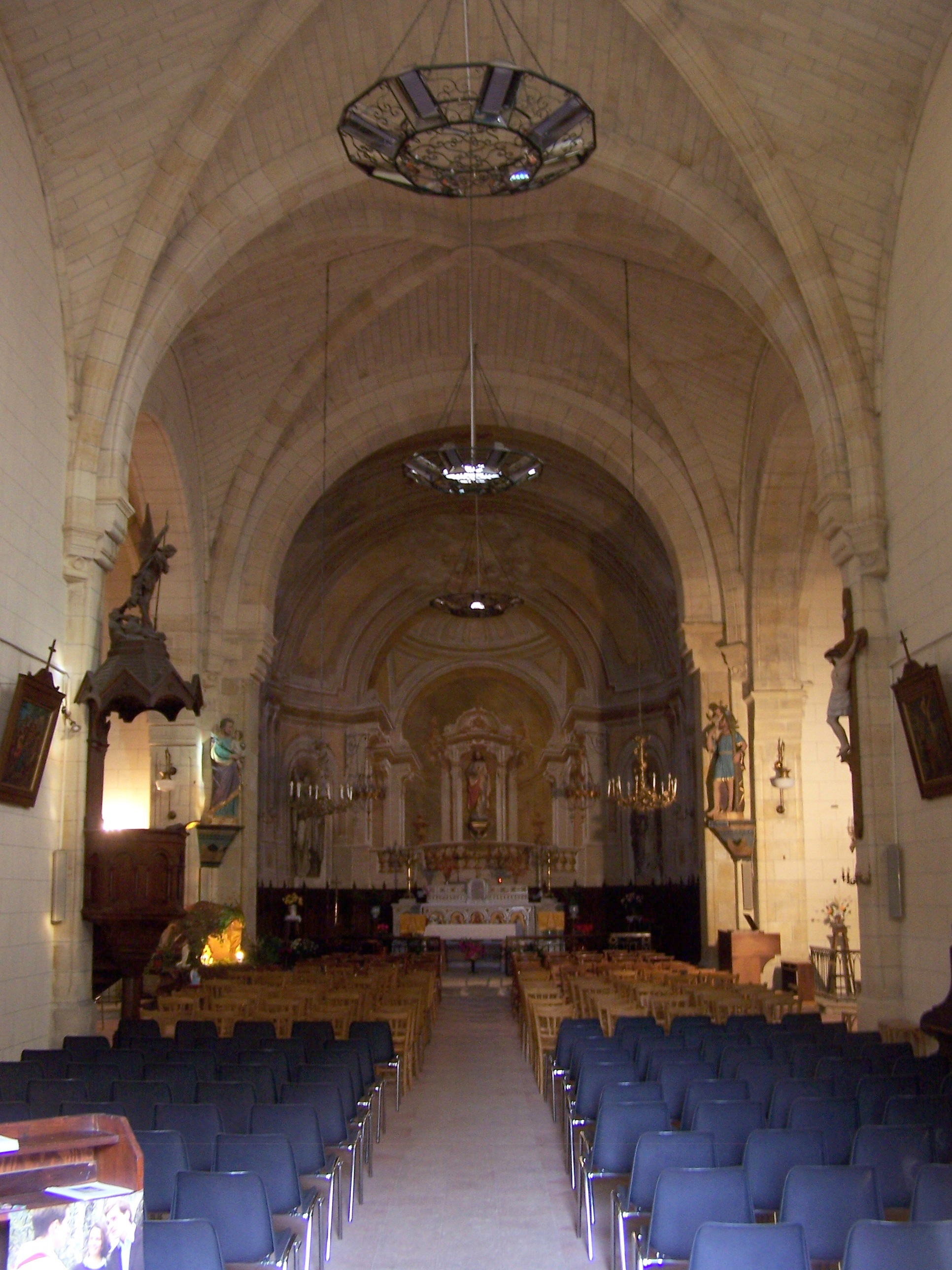
La nef de l'église (janv. 2010)
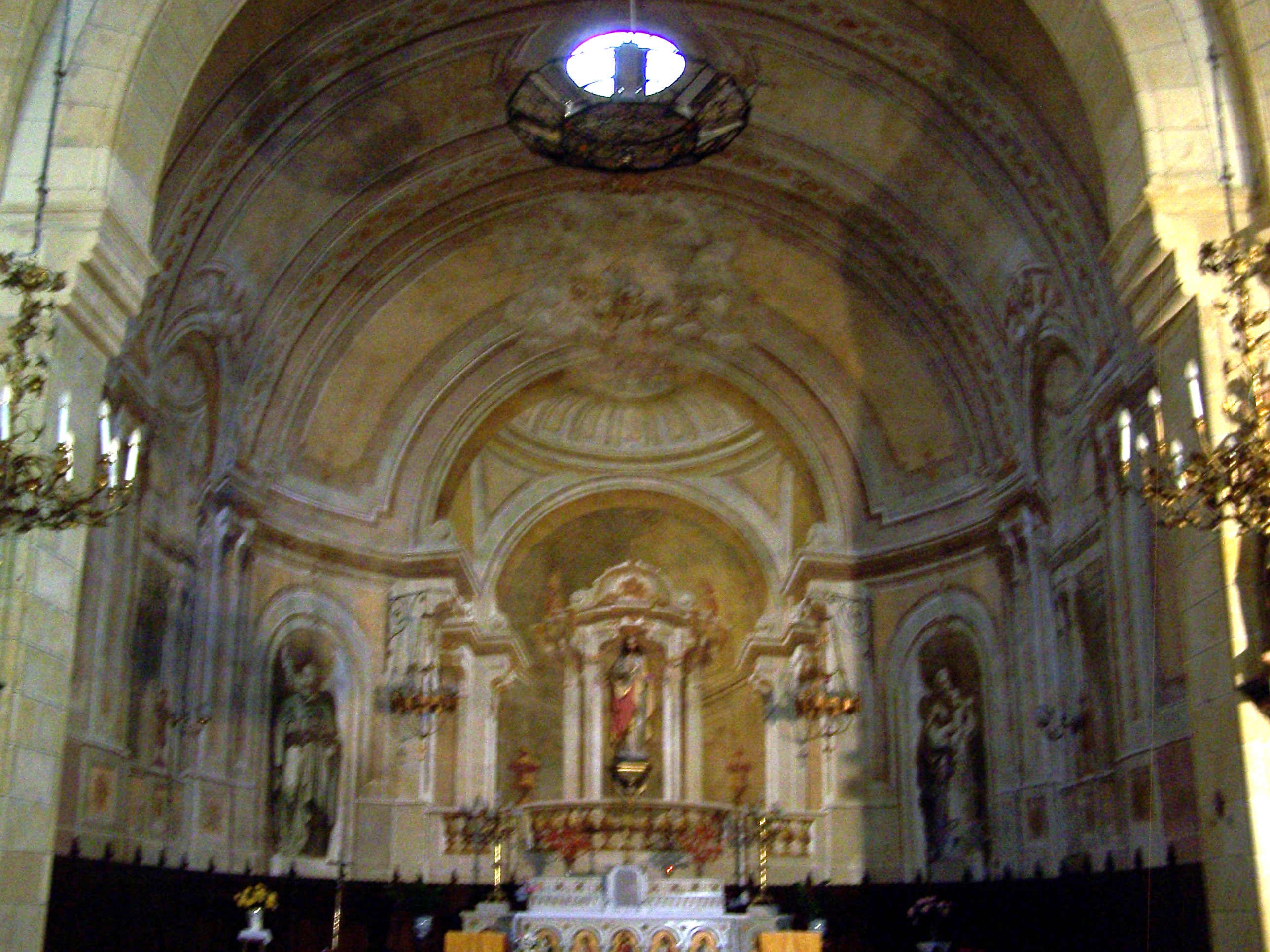
Le décor en trompe-l'œil du chœur de l'église (janv. 2010)
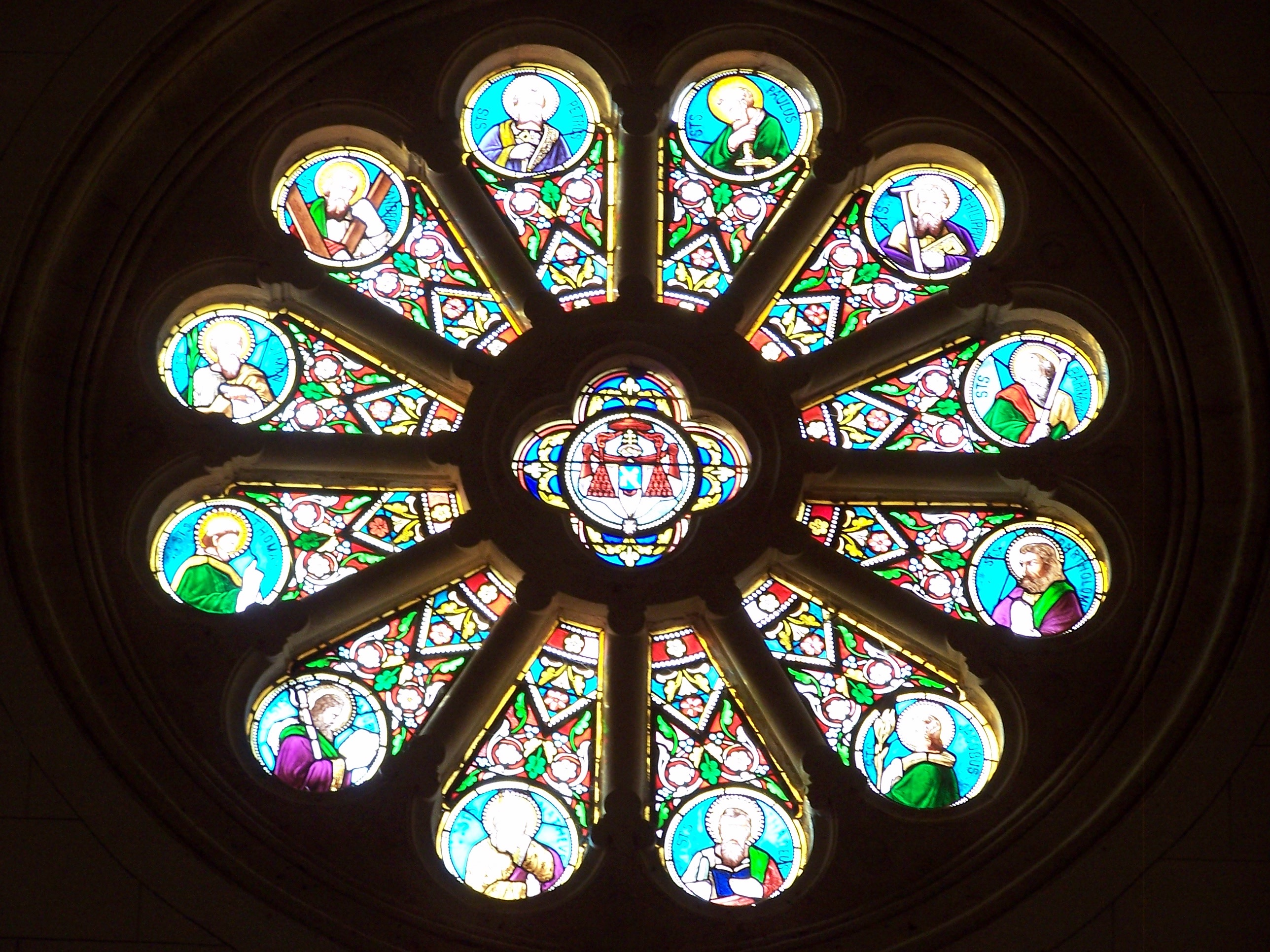
La rosace de l'église (janv. 2010)
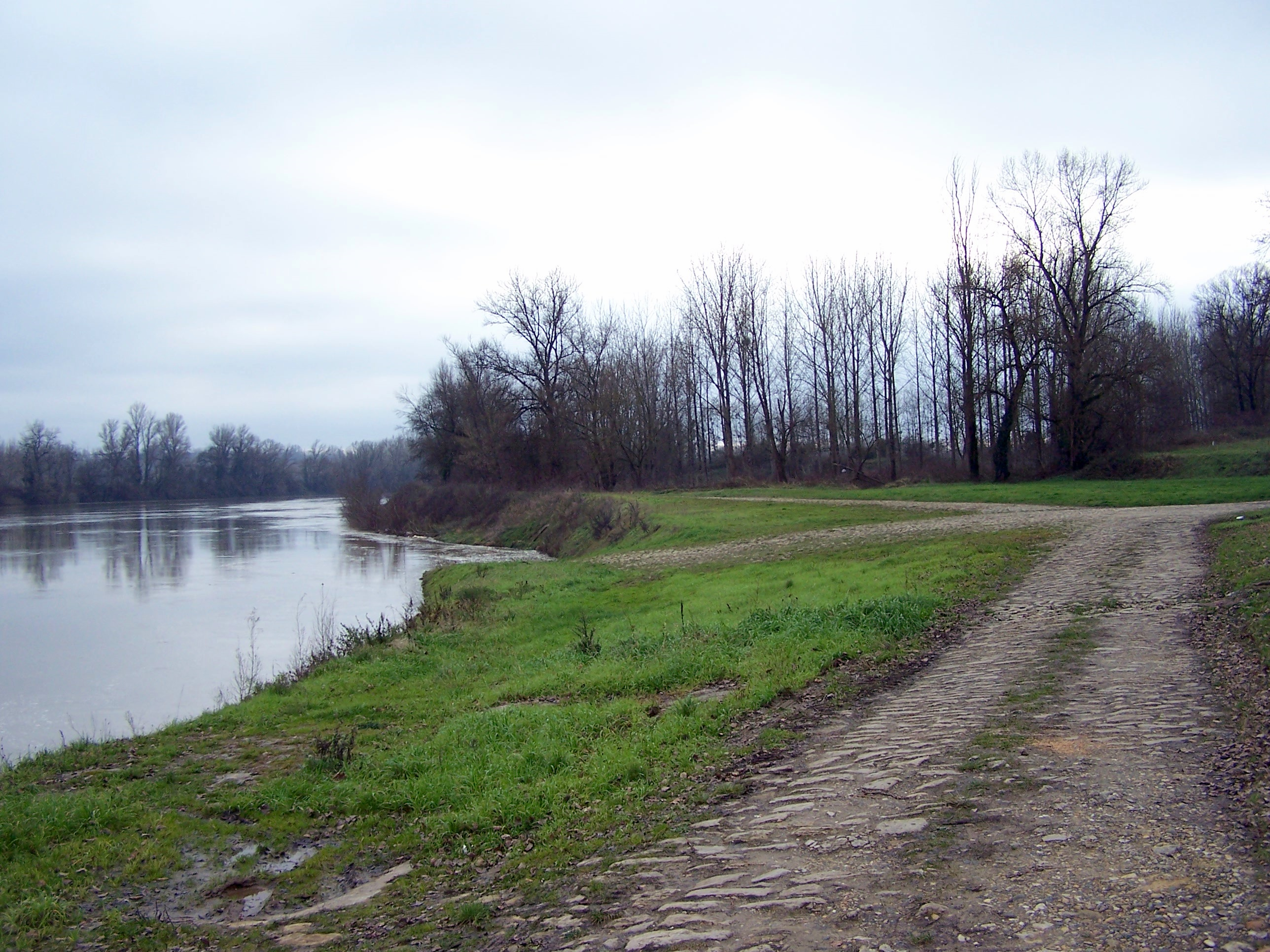
L'ancien port fluvial (janv. 2010)
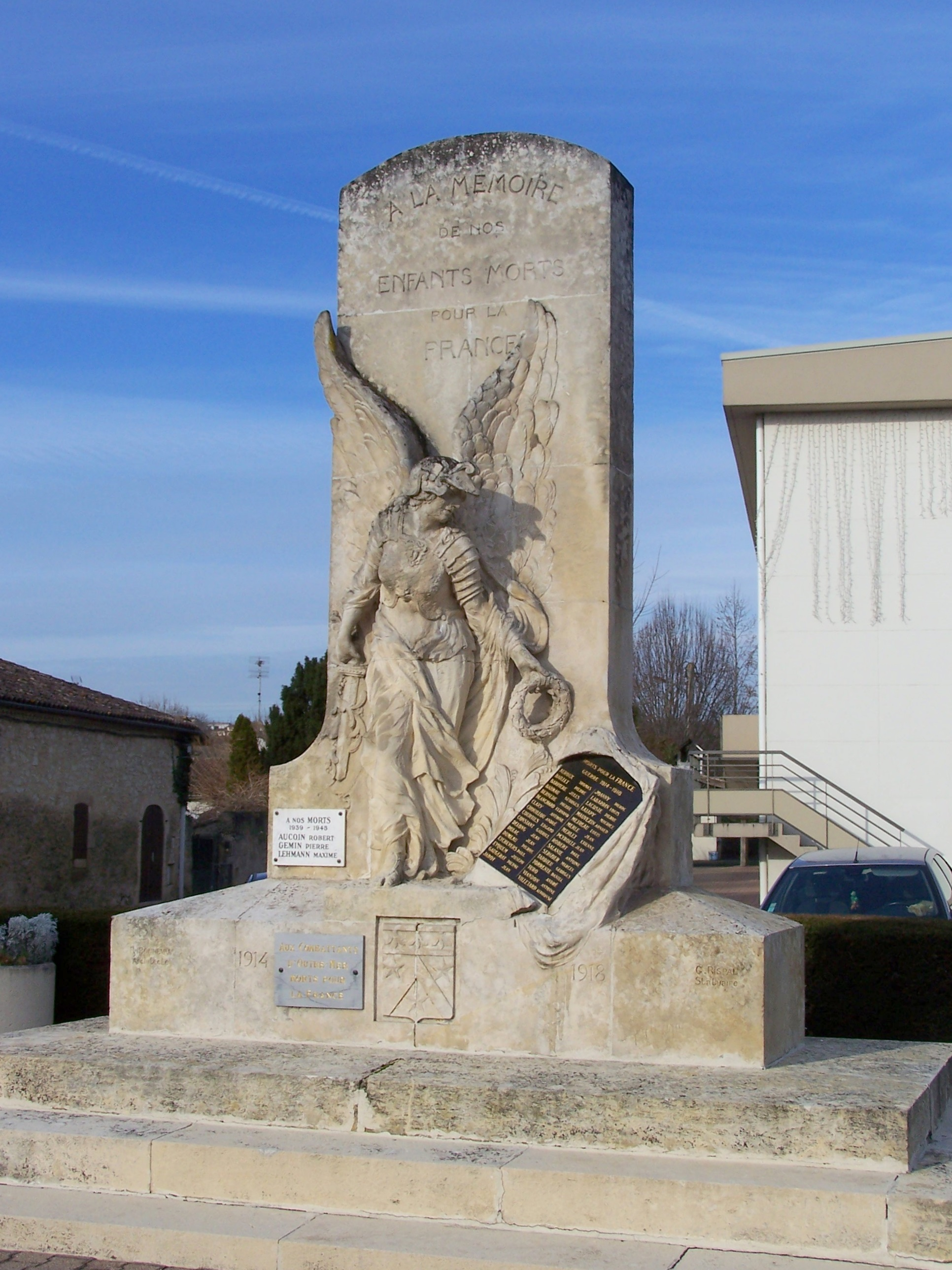
Le monument aux morts sur une place près de la RD 1113 (janv. 2010)
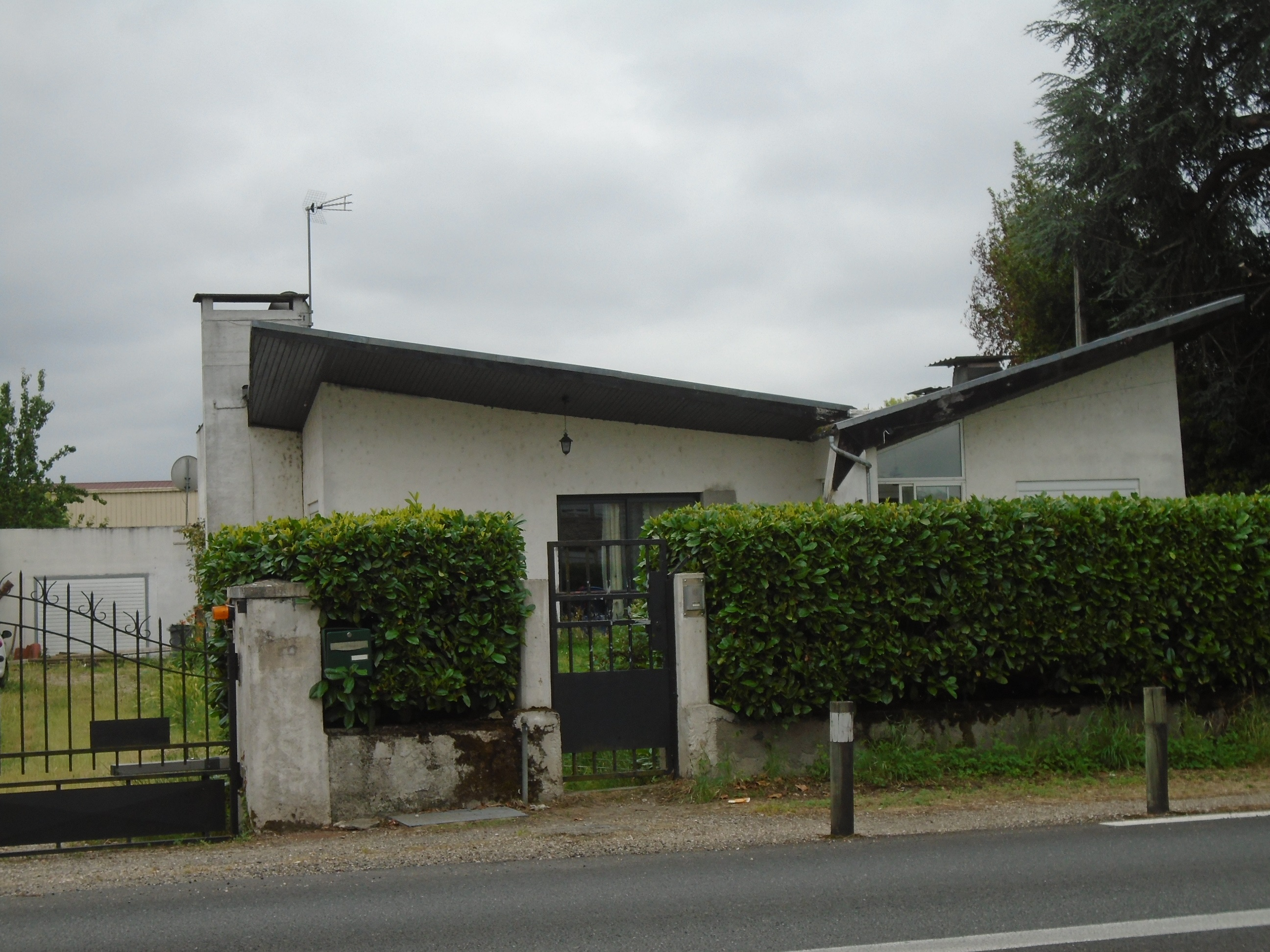
Villa moderniste 1970 avec toiture de type « Gullwing » (ailes de goéland)
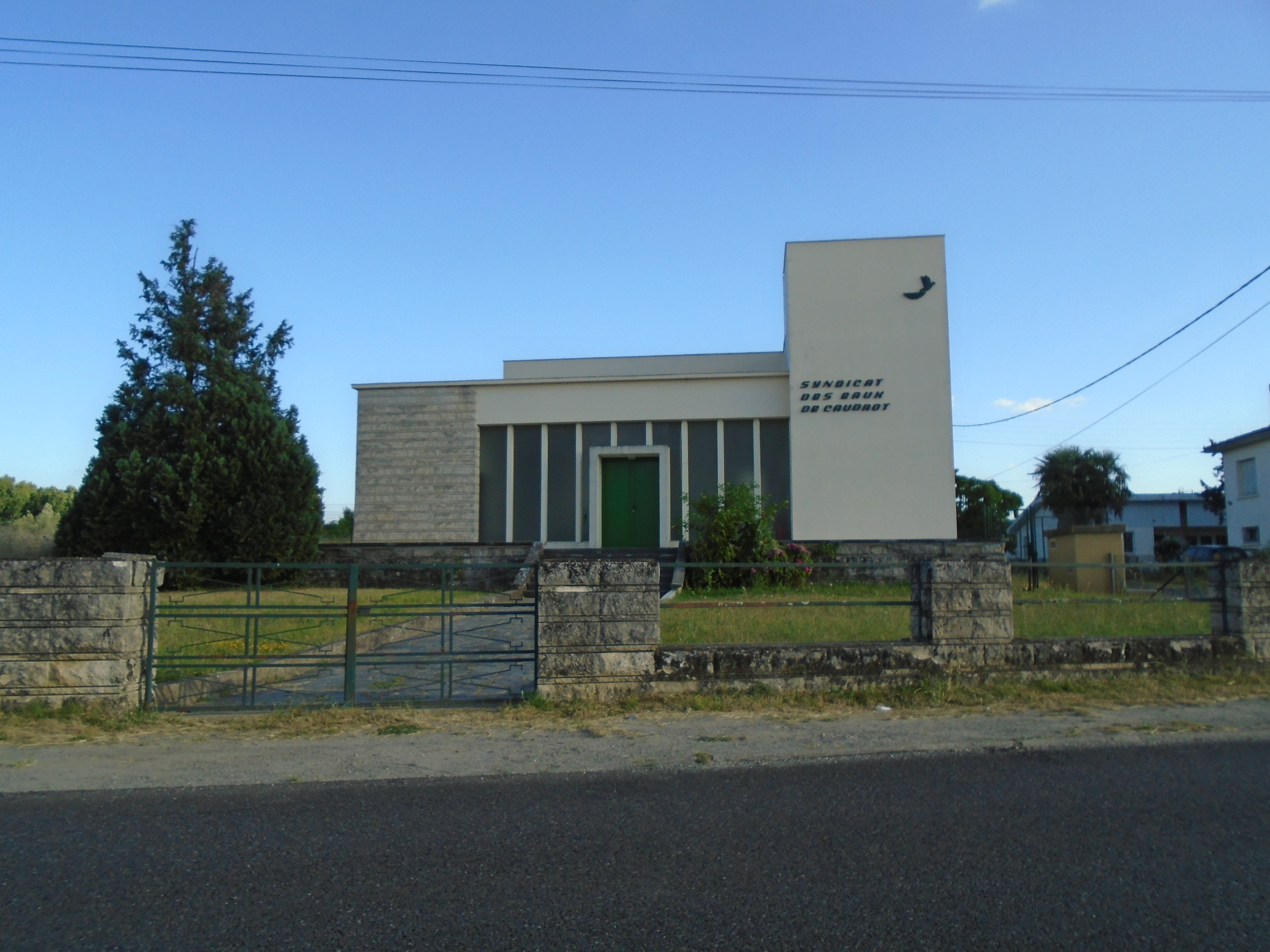
Le bâtiment du syndicat des eaux, exemple d'architecture publique années 1950
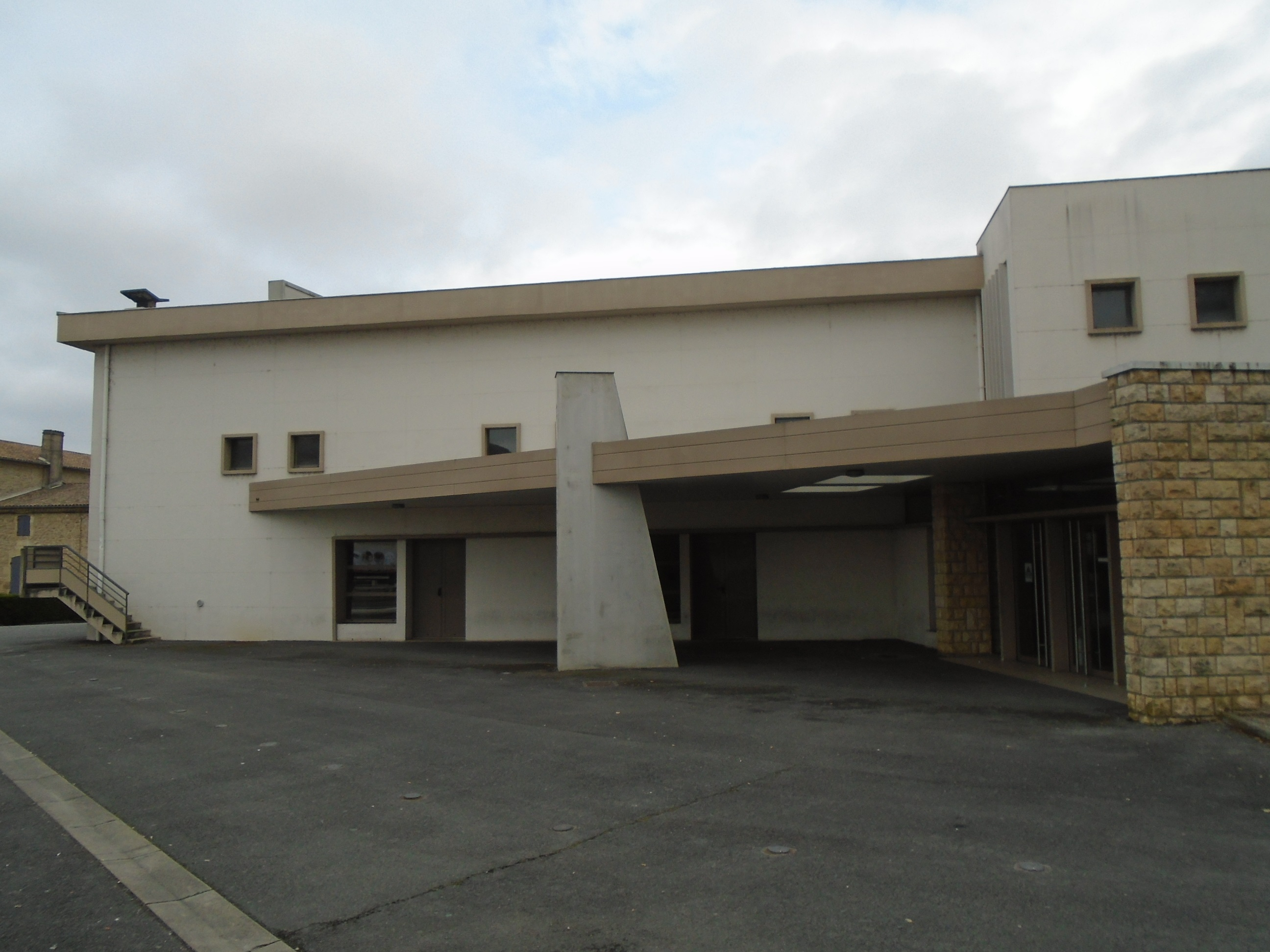
Le foyer rural de style moderniste des années 1950

### Personnalités liées à la commune
- Pierre Gemin, né à Caudron le 9 juin 1921.

Étudiant à Paris (un des étudiants présents sous l'Arc de Triomphe le 11 novembre 1940, renvoyé dans son foyer en Gironde)
Entré dans la Résistance Française durant la Seconde Guerre mondiale, arrêté par les Allemands sur dénonciation et fusillé le 13 juillet 1942
(Association du Souvenir des fusillés du camp de Souge)

### Héraldique
| Armes | Les armes de Caudrot se blasonnent ainsi : De gueules au chevron d’argent accompagné de trois étoiles d’or, au chef aussi de gueules soutenu aussi d'argent, chargé de trois abeilles aussi d’or. |